# 新堂明子
新堂 明子（しんどう あきこ、1968年 - ）は、日本の法学者。専門は民法。北海道大学教授を経て、法政大学教授。内田貴門下。

## 経歴
- 東京大学法学部卒業
- 東京大学大学院法学政治学研究科修士課程修了
- 東京大学大学院法学政治学研究科博士課程単位取得退学
- 2001年 北海道大学大学院法学研究科助教授
- 2007年 北海道大学大学院法学研究科准教授
- 2010年 北海道大学法学研究科教授[1]
- 2014年 法政大学大学院法務研究科教授[2]

## 家族
民事訴訟法学者で東京大学教授の新堂幸司は実父である。

## 研究
民法上の錯誤や契約法、不法行為法、消費者契約法、信託法を研究。

## 著書・論文
- 「第三者のためにする契約法理の現代的意義 (1)(2・完)－英米法との比較を中心として－」法学協会雑誌115巻10号・11号(1998年)
- 「アメリカ信託法におけるプルーデント・インベスター・ルールについて―受託者が信託財産を投資する際の責任規定」北大法学論集52巻5号(2002年)
- 「イギリス法における第三者に対する契約責任と不法行為責任の関係・再論―失望させられた受益者を題材として」北大法学論集57巻1号(2006年)
- 「純粋経済損失の歴史分析と経済分析・紹介」北大法学論集57巻4号(2006年)
- 「移転させられた損失(1)Hannes Unberath, Transferred Loss, Claiming Third Party Loss in Contact Law (2003)の紹介とイギリス法の分析を中心にして」北大法学論集58巻5号(2008年)
- 「移転させられた損失(2)Hannes Unberath, Transferred Loss, Claiming Third Party Loss in Contact Law (2003)の紹介とイギリス法の分析を中心にして」北大法学論集58巻6号(2008年)
- 「移転させられた損失(3・完)Hannes Unberath, Transferred Loss, Claiming Third Party Loss in Contact Law (2003)の紹介とイギリス法の分析を中心にして」北大法学論集59巻1号(2008年)
- 『競争秩序と公私協働』吉田克己編、分担執筆、北海道大学出版会(2011年)
- 『消費者契約の法と行動経済学』オレン・バー・ギル著/太田勝造ほか共訳、木澤社(2017年)